# Avemetatarsalia
Avemetatarsalia, awemetatarsale ("ptasie śródstopia") – klad archozaurów (Archosauria) obejmujący m.in. dinozaury.
Został nazwany w 1999 roku przez brytyjskiego paleontologa Michaela Bentona jako grupa obejmująca wszystkich przedstawicieli kladu Avesuchia (potomkowie ostatniego wspólnego przodka wszystkich współczesnych archozaurów) bliżej spokrewnione z dinozaurami niż z krokodylami. Pozostawione przez bazalnego przedstawiciela kladu Dinosauromorpha tropy odkryte w Stryczowicach w województwie świętokrzyskim, reprezentujące ichnorodzaj Prorotodactylus, dowodzą, że przedstawiciele Avemetatarsalia żyli już we wczesnym triasie (wczesny olenek), kilka milionów lat po wymieraniu permskim. Inni przedstawiciele kladu znani są w zapisie kopalnym od środkowego triasu.
Rozwinięty opis małego archozaura Scleromochlus oraz kladystyczne analizy jego pozycji filogenetycznej pokazały, że Scleromochlus był bliżej spokrewniony z dinozaurami niż z Crurotarsi (do których należą krokodyle) ale poza kladem Ornithodira według Jacques'a Gauthiera, tj. grupą obejmującą ostatniego wspólnego przodka dinozaurów i pterozaurów i wszystkich jego potomków.
Paul Sereno podał w 1991 formalną (i inną) definicję Ornithodira, w której dodano Scleromochlus explicite. W tym momencie nie było jednak nazwanego kladu, który mógłby obejmować bazalne gatunki linii prowadzącej do dinozaurów (przeciwstawionej linii prowadzącej do krokodyli), więc Benton wprowadził nazwę Avemetatarsalia, pochodzącą od ptaków (Aves – jedynych współczesnych przedstawicieli tego kladu) i wydłużonych kości śródstopia (metatarsus), które u wszystkich znanych Avemetatarsalia osiąga długość co najmniej 50% długości piszczeli. Według definicji przedstawionej przez Bentona do Avemetatarsalia należą wszystkie Avesuchia bliżej spokrewnione z Dinosauria niż z Crocodylia.